# Cantone di Charente-Nord
Il Cantone di Charente-Nord è una divisione amministrativa dell'arrondissement di Confolens.
È stato costituito a seguito della riforma approvata con decreto del 20 febbraio 2014, che ha avuto attuazione dopo le elezioni dipartimentali del 2015.

## Composizione
Comprende i 49 comuni di:
- Les Adjots
- Aigre
- Barbezières
- Barro
- Bernac
- Bessé
- Bioussac
- Brettes
- Charmé
- La Chèvrerie
- Condac
- Courcôme
- Couture
- Ébréon
- Empuré
- La Faye
- La Forêt-de-Tessé
- Fouqueure
- Les Gours
- Ligné
- Londigny
- Longré
- Lupsault
- La Magdeleine
- Montjean
- Nanteuil-en-Vallée
- Oradour
- Paizay-Naudouin-Embourie
- Poursac
- Raix
- Ranville-Breuillaud
- Ruffec
- Saint-Fraigne
- Saint-Georges
- Saint-Gourson
- Saint-Martin-du-Clocher
- Saint-Sulpice-de-Ruffec
- Salles-de-Villefagnan
- Souvigné
- Taizé-Aizie
- Theil-Rabier
- Tusson
- Tuzie
- Verdille
- Verteuil-sur-Charente
- Villefagnan
- Villegats
- Villejésus
- Villiers-le-Roux